# Knut Holst
Pour les articles homonymes, voir Holst (homonymie).
Knut Holst, né le 3 décembre 1884 à Hokksund, et mort le 4 février 1977 à Øvre Eiker, est un coureur norvégien du combiné nordique.

## Biographie
Il grandit à Stryken, près de Hokksund. Il remporte sa première compétition à l'âge de douze ans. Il fait ses débuts au Festival de ski de Holmenkollen en 1904, où il est le meilleur sauteur. Il récompensé à de multiples reprises les saisons suivantes et remporte deux kongepokal (Coupe du roi) en 1909 et 1911.
Il a reçu la médaille Holmenkollen en 1911 avec Otto Tangen. Il a représenté le club d'Eiker. Il a été champion de Norvège de combiné à Lillehammer en 1909 (première édition de la compétition) et à Hønefoss en 1911.